# Hingabe (1927)
Hingabe (Originaltitel: Surrender!) ist ein US-amerikanisches Stummfilmdrama aus dem Jahr 1927 von Edward Sloman mit Mary Philbin und Iwan Mosschuchin in den Hauptrollen. Der Film wurde von Universal Pictures produziert und basiert auf dem Bühnenstück Lea Lyon von Sándor Bródy.

## Handlung
Lea Lyon, die Tochter von Rabbi Mendel, dem geistlichen Oberhaupt einer galizischen Stadt nahe der russischen Grenze, verbringt etwas Zeit an einem Bach, als sie Konstantin begegnet, einem russischen Prinzen in Bauerntracht. Der Rabbi ist gegen die Aufmerksamkeiten, die seiner Tochter zuteilwerden, und beschimpft den Prinzen. 

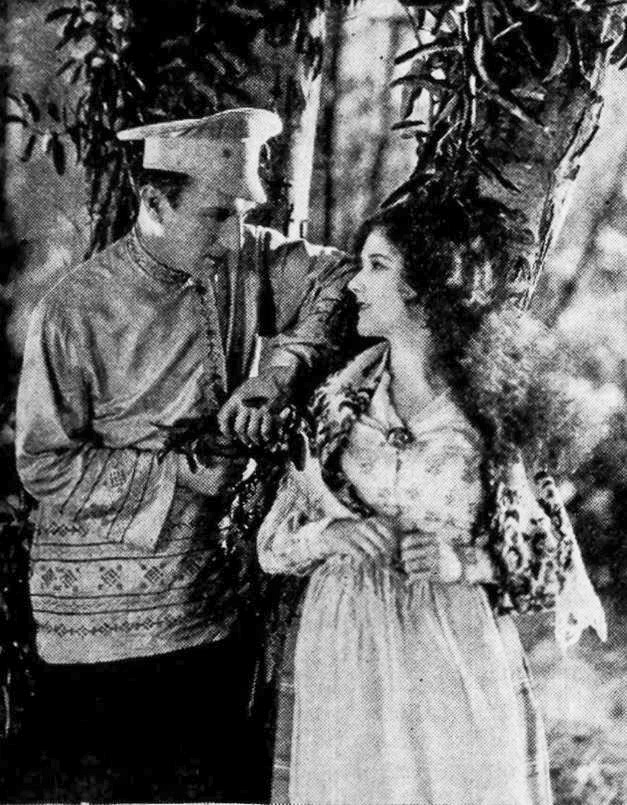
Szenenfoto mit Iwan Mosschuchin und Mary Philbin

Als ein Krieg ausbricht, besetzen russische Truppen unter Konstantin die Stadt. Der Prinz lädt sich selbst in das Haus des Rabbis ein und sucht Lea, findet sie jedoch als Verlobte von Joshua vor. Er bedroht Joshua, der Lea anfleht, sich dem Prinzen zu ergeben, doch sie weigert sich. Als Konstantin droht, die Stadt und ihre Einwohner niederzubrennen, gibt Lea den Bitten der Menge nach. Der Prinz ist von ihrem Charakter beeindruckt. Ihm wird klar, dass er sie liebt und verschont die Stadt und das Mädchen. Lea versteckt ihn in den Kriegswirren vor der österreichischen Soldaten. Dafür wird sie aus ihrem Haus vertrieben und von ihrem Volk gesteinigt. Auch der Rabbi wird getötet, doch der Prinz kann entkommen. Nach dem Krieg kehrt er in die Stadt zurück und besucht Leas Grab.

## Hintergrund
Im März 1927 wurde berichtet, dass Kameramann Gilbert Warrenton auf die Suche nach Drehorten für den Film gehen würde, in dem Conrad Veidt als Co-Star auftreten sollte. Der Film erschien, ohne dass Veidt an der Produktion beteiligt war.
Jack P. Pierce war für das Maskenbild zuständig. Der in Polen geborene Darsteller John Bleifer war zusätzlich technischer Berater und gab sein Filmdebüt. Paul Kohner war Produktionsleiter.

## Veröffentlichung
Die Premiere des Films fand am 4. März 1927 statt. 1928 kam er im Deutschen Reich in die Kinos.

## Kritiken
Mordaunt Hall von der The New York Times kritisierte die Einfallslosigkeit des Films. Iwan Mosschuchin, der die Rolle des russischen Prinzen übernahm, sei keineswegs einschmeichelnd, noch verleihe er der Figur Kraft. Mary Philbins Phasen seelischer Qualen in Nahaufnahmen seien eher ärgerlich als beeindruckend.